# Havka
Havka (Hongaars: Hóka, Duits: Haffke) is een Slowaakse gemeente in de regio Prešov, en maakt deel uit van het district Kežmarok.
Havka telt 41 inwoners.